# Emanuel Archibald
Emanuel Archibald (Georgetown, 9 settembre 1994) è un lunghista e velocista guyanese.

## Biografia
Attivo principalmente nel salto in lungo, Archibald ha debuttato internazionalmente ai Giochi della solidarietà islamica 2017 di Baku, classificandosi ottavo. L'anno successivo ha preso parte ai Giochi del Commonwealth e Giochi CAC. Nel 2019 ha partecipato alle due competizioni del continente americano previste in Perù fino a guadagnarsi la qualificazione ai Mondiali di Doha. Ha rappresentato la Guyana ai Giochi olimpici estivi di Tokyo 2020 dove ha corso nei 100 m piani. Ai Giochi panamericani di Santiago del Cile ha ottenuto il bronzo nei 100 m piani. Ha fatto la sua seconda apparizione olimpica a Parigi 2024, dove è stato eliminato in batteria nei 100 m piani.

## Record nazionali
- Salto in lungo: 8,12 m ( Kingston, 11 maggio 2019)[2]

## Palmarès
| Anno | Manifestazione                    | Sede          | Evento         | Risultato  | Prestazione | Note                          |
| ---- | --------------------------------- | ------------- | -------------- | ---------- | ----------- | ----------------------------- |
| 2017 | Giochi della solidarietà islamica | Baku          | Salto in lungo | 8º         | 7,36 m      |                               |
| 2017 | Giochi della solidarietà islamica | Baku          | Salto triplo   | 13º        | 13,34 m     |                               |
| 2018 | Giochi del Commonwealth           | Gold Coast    | 100 m piani    | Semifinale | 10"46       |                               |
| 2018 | Giochi del Commonwealth           | Gold Coast    | Salto in lungo | 21º (q)    | 7,24 m      |                               |
| 2018 | Giochi CAC                        | Barranquilla  | 100 m piani    | Semifinale | 10"17       |                               |
| 2018 | Giochi CAC                        | Barranquilla  | Salto in lungo | 4º         | 7,83 m      |                               |
| 2019 | Campionati sudamericani           | Lima          | 100 m piani    | 5º         | 10"56       |                               |
| 2019 | Campionati sudamericani           | Lima          | Salto in lungo | 4º         | 7,66 m      |                               |
| 2019 | Giochi panamericani               | Lima          | 100 m piani    | Batteria   | 10"60       |                               |
| 2019 | Giochi panamericani               | Lima          | Salto in lungo | 11º        | 7,22 m      |                               |
| 2019 | Mondiali                          | Doha          | Salto in lungo | 23º (q)    | 7,56 m      |                               |
| 2021 | Campionati sudamericani           | Guayaquil     | 100 m piani    | Argento    | 10"23       |                               |
| 2021 | Campionati sudamericani           | Guayaquil     | 4x100 m        | Bronzo     | 40"02       |                               |
| 2021 | Campionati sudamericani           | Guayaquil     | Salto in lungo | 7º         | 7,75 m      |                               |
| 2021 | Giochi olimpici                   | Tokyo         | 100 m piani    | Batteria   | 10"41       |                               |
| 2022 | Mondiali                          | Eugene        | 100 m piani    | Batteria   | 10"24       |                               |
| 2022 | Giochi del Commonwealth           | Birmingham    | 100 m piani    | Semifinale | 10"43       |                               |
| 2022 | Giochi del Commonwealth           | Birmingham    | Salto in lungo | 11º        | 7,54 m      |                               |
| 2022 | Giochi del Commonwealth           | Birmingham    | 4x100          | 4º         | 40"05       |                               |
| 2023 | Giochi CAC                        | San Salvador  | 100 m piani    | Oro        | 10"24       |                               |
| 2023 | Giochi CAC                        | San Salvador  | 4x100 m        | 5º         | 39"66       |                               |
| 2023 | Mondiali                          | Budapest      | 100 m piani    | Semifinale | 10"19       | Miglior prestazione personale |
| 2023 | Giochi panamericani               | Santiago      | 100 m piani    | Bronzo     | 10"31       |                               |
| 2023 | Giochi panamericani               | Santiago      | 200 m piani    | 8º         | 21"38       |                               |
| 2024 | Giochi olimpici                   | Parigi        | 100 m piani    | Batteria   | 10"40       |                               |
| 2025 | Sudamericani                      | Mar del Plata | 4x100 m        | Finale     | dnf         |                               |
| 2025 | Sudamericani                      | Mar del Plata | Salto in lungo | Argento    | 7,76 m      |                               |